# Prevale
Prevale so naselje v Občini Litija.